# Форнебу
Форнебу (од локалне речи Fornebo, Fornebu) је област приградске општине норвешког града Борум (Bærum) који се налази поред Осла.
Аеродорм Форнебу (FBU) је био главна ваздушна лука Осла и покрајине пре Другог св. рата све до 7. октобра 1998. год. када је затворен. Улогу аеродорма Форнебу је заменио новоотворени аеродром Гардермоен (OSL).
С почетка новог миленијума, Форнебу је постао центар информационих технологија и телекомуникација. Седиште гиганта телекомуникационе индустрије Теленор је у околини Форнебуа. 